# Барбекю
Барбекю (на английски език – Barbecue, стара форма Barbeque) е понятие в английския език за обозначаване на начин на приготвяне на месо чрез печене при ниски или умерени температури. На български език барбекю e масово използван псевдоанглицизъм описващ печенето на скара. За разлика от скарата, в САЩ под barbecue се разбира обработка при по-ниска температура и чрез индиректно нагряване.
С думата Barbecue се означава също така и популярен градински празник, предимно в западната и южната част на САЩ, по време на който се използват типичните уреди за барбекю за приготвяне на големи количества печено месо.
Често преди термичната обработка, месото се маринова в различни сухи или течни маринати.